# Augusto Farfus
Augusto Celestino Farfus dos Santos Júnior (* 3. September 1983 in Curitiba) ist ein brasilianischer Automobilrennfahrer. Er gewann 2001 die Gesamtwertung des Formel Renault 2000 Eurocups und 2003 die Euro Formel 3000. Er war von 2005 bis 2010 in der Tourenwagen-Weltmeisterschaft (WTCC) aktiv. Seine besten Gesamtplatzierungen waren zwei dritte Plätze (2006 und 2009). Von 2012 bis 2018 startete er für BMW-Teams in der DTM. Seine beste Gesamtplatzierung erreichte er 2013 mit dem zweiten Rang.

## Karriere

### Kartsport (1991–1999)
Farfus stieg im Alter von sieben Jahren mit der Teilnahme am Minibike-Championnat des Motorsportclubs von Paranaense, einem Stadtteil von Curitiba, in den Motorsport ein. Seine Debüt-Saison beendete er mit dem Meistertitel. Bereits ein Jahr später entdeckte er sein Interesse für den Kartsport und bestritt in der Kadettenklasse der Kart-Meisterschaft des paranaenser Clubs seine erste Motorsport-Saison auf vier Rädern, welche er erneut mit dem Meistertitel abschloss. Dies war der Grundstein für seine weitere Karriere im Kartsport und in der Formel Parilla. In letzterer Division wurde Farfus 1996 und 1997 Meister. Das darauffolgende Jahr führte ihn zum ersten Mal nach Nordamerika, wo er die nordamerikanische Kart-Meisterschaft auf Rang drei beendete. Im Jahr 1999 startete Farfus erstmals in Europa, beim italienischen Winter Cup zur Formel-A-Kartmeisterschaft. Abermals sicherte er sich den Meistertitel.

### Formel Renault und Euro Formel 3000 (2000–2003)
2000 wechselte Farfus in den Formelsport und trat für Cram Competition in der italienischen Formel Renault und im Formel Renault 2000 Eurocup an. Während sein Teamkollege Felipe Massa in beiden Serien die Gesamtwertung gewann, wurde Farfus mit einem Sieg Zehnter der italienischen Formel Renault sowie 21. im Formel Renault 2000 Eurocup. 2001 wechselte Farfus zu RC Motorsport. Im Formel Renault 2.0 Eurocup gewann er vier von zehn Rennen und entschied die Meisterschaft mit 160 zu 130 Punkten gegen Marc Benz für sich. Dabei hatte Farfus mehr als doppelt so viele Punkte wie seine Teamkollegen Robert Kubica und Mauro Massironi zusammen erzielt. Außerdem nahm er an vier Rennen der italienischen Formel Renault teil.
2002 wechselte Farfus zum Draco Junior Team in die Euro Formel 3000. Mit einem dritten Platz als bestes Resultat schloss er die Saison auf dem neunten Rang ab. 2003 blieb Farfus beim Draco Junior Team. Er entschied vier von neun Rennen für sich und sicherte sich den Meistertitel mit 60 zu 31 Punkten vor Fabrizio del Monte. Teamintern setzte er sich deutlich gegen Sven Heidfeld, der vier Punkte erzielte, durch.

### Tourenwagenmeisterschaften (2004–2010)

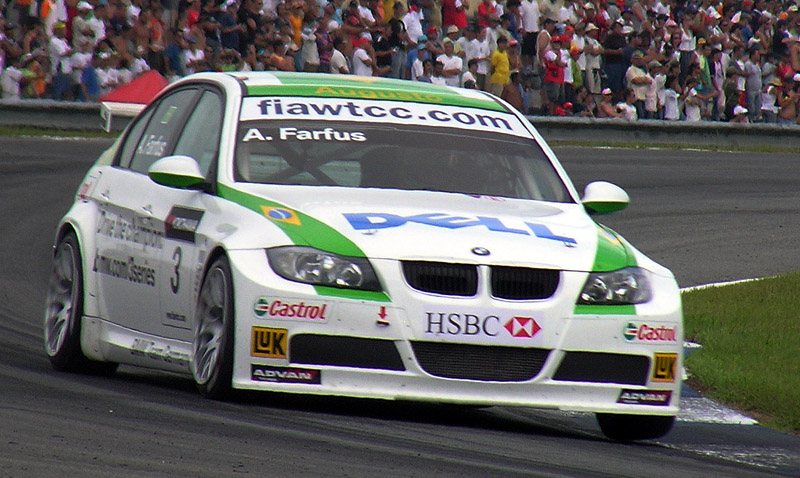
Farfus in einem BMW beim WTCC-Rennen in Oschersleben 2007

#### Alfa Romeo (2004–2005)
2004 wechselte Farfus zu AutoDelta Squadra Corse in die Tourenwagen-Europameisterschaft (ETCC) und erhielt einen Alfa Romeo 156. Bereits in seinem dritten Rennen erzielte er mit einem dritten Platz seine erste Podiums-Platzierung im Tourenwagensport. Mit sechs dritten und einem zweiten Platz beendete er seine erste Saison auf dem sechsten Platz der Meisterschaft.
2005 wurde die ETCC zur Tourenwagen-Weltmeisterschaft (WTCC). Farfus blieb in seinem Team, das sich in dieser Saison Alfa Romeo Racing Team nannte. Beim zweitletzten Saisonrennen auf dem macauischen Guia Circuit gewann er sein erstes WTCC-Rennen. Mit insgesamt drei Podest-Platzierungen wurde er Vierter in der Gesamtwertung. 2006 gewann Farfus drei Rennen und schloss die Saison als bester Alfa-Romeo-Pilot auf dem dritten Platz ab.

#### Schnitzer Motorsport (2007–2009)
2007 wechselte Farfus als Werkspilot zu BMW und wurde Schnitzer Motorsport zugeteilt. Sein Teamkollege wurde Jörg Müller. Farfus gewann drei Rennen und lag am Ende der Saison auf dem vierten Gesamtrang. Sein Markenkollege Andy Priaulx gewann in diesem Jahr die Weltmeisterschaft. Außerdem nahm er in diesem Jahr für BMW Sauber an Formel-1-Testfahrten teil.
2008 gelang es Farfus, zwei Siege einzufahren. In der Fahrerwertung belegte er den sechsten Platz.
2009 war Farfus mit sechs Siegen der Fahrer, der die meisten Rennen gewonnen hatte. Zum Titelgewinn reichte es jedoch nicht, da er mit 113 Punkten den Seat-Piloten Gabriele Tarquini (127 Punkte) und Yvan Muller (123 Punkte) unterlag. Farfus war in dieser Saison erstmals der beste BMW-Pilot. Gegen Müller setzte er sich in jeder Saison durch.

#### Racing Bart Mampaey (2010)

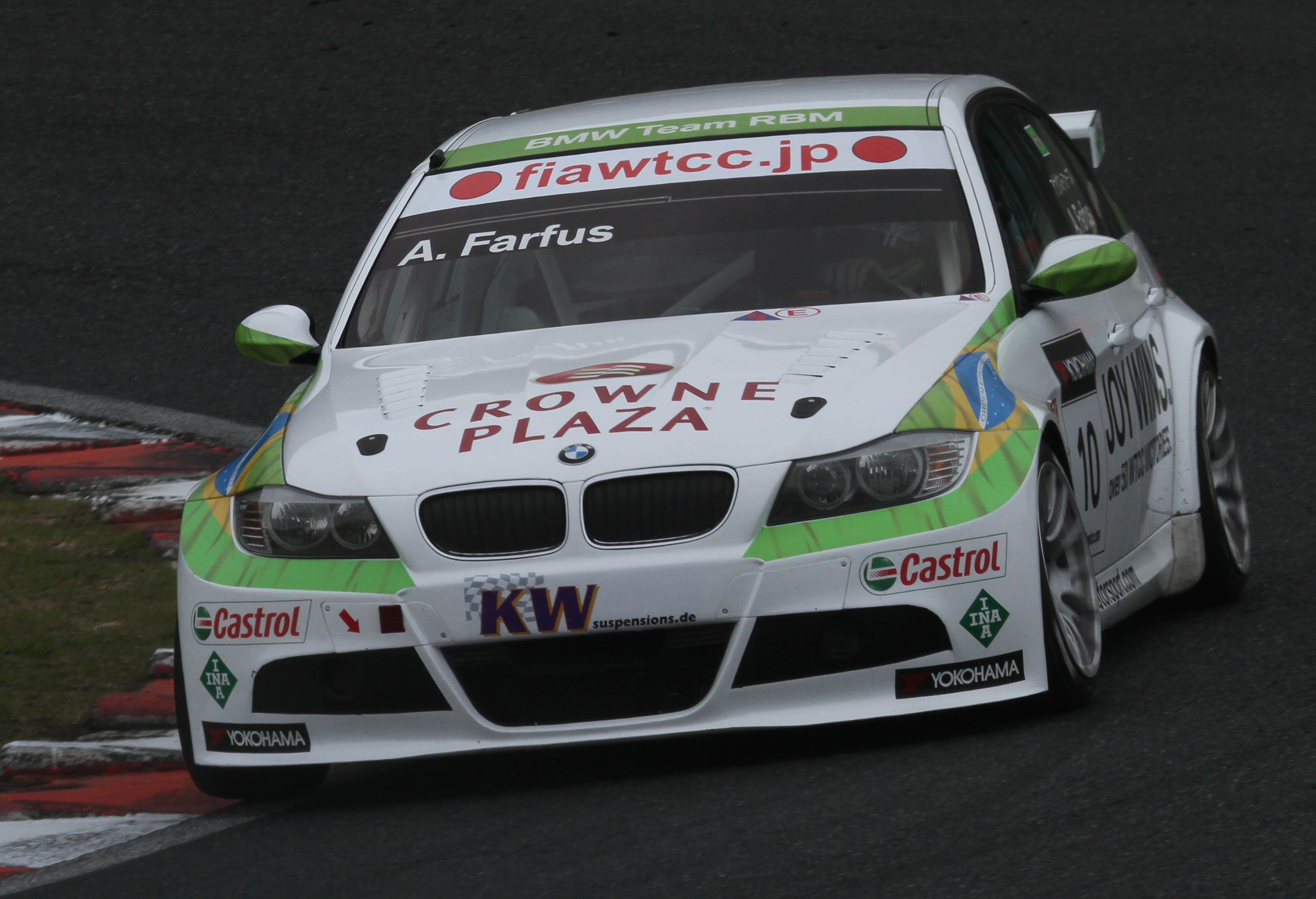
Farfus beim WTCC-Rennen in Japan 2010

2010 reduzierte BMW sein werksseitiges Engagement in der WTCC. Farfus wechselte zum belgischen Team Racing Bart Mampaey, wo Priaulx sein Teamkollege wurde. Während Priaulx Rennen gewann, waren drei zweite Plätze die besten Resultate von Farfus. Er schloss die Saison auf dem siebten Rang ab.
Darüber hinaus wurde Farfus im Sportwagenbereich von BMW eingesetzt. Er debütierte beim 24-Stunden-Rennen von Le Mans sowie in der Le Mans Series. Außerdem fuhr er zusammen mit Uwe Alzen, Pedro Lamy und Jörg Müller den Gesamtsieg des 24-h-Rennens Nürburgring ein.

### Übergangsjahr (2011)
Nachdem sich BMW Ende 2010 werksseitig aus der WTCC zurückgezogen hatte, nahm Farfus 2011 an keiner kompletten Rennsaison teil. Für BMW startete er bei den 24-Stunden-Rennen in Le Mans und auf dem Nürburgring, sowie bei insgesamt drei Rennen in der Le Mans Series und der American Le Mans Series (ALMS). Außerdem nahm er für Holden an einer Veranstaltung der V8 Supercars teil.

### DTM (2012–2018)

#### Racing Bart Mampaey (2012–2015)

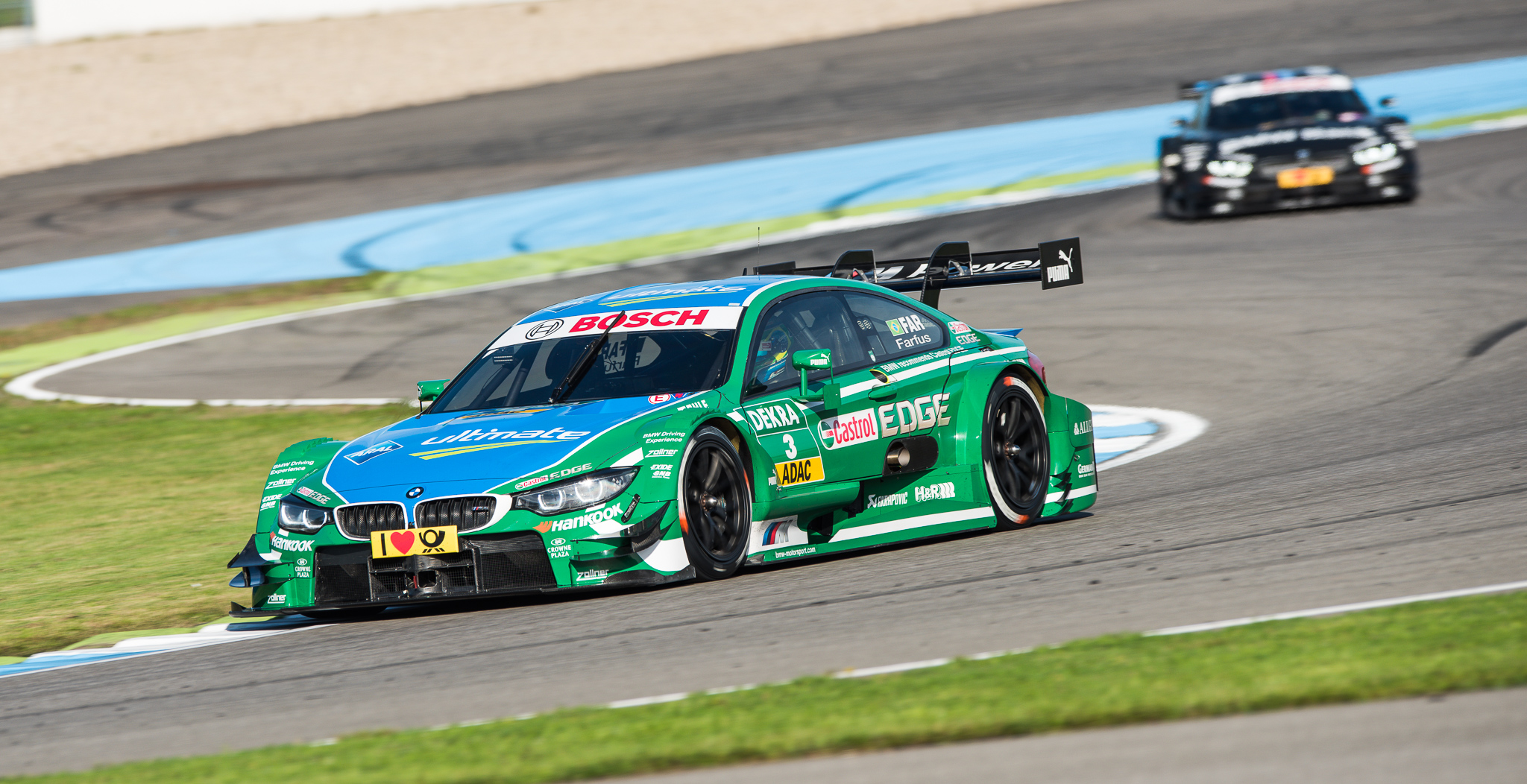
Augusto Farfus beim DTM-Saisonfinale 2014 in Hockenheim

Zur Saison 2012 stieg Farfus mit BMW in die DTM ein. Wie in seiner letzten Saison in der WTCC fuhr Farfus auch in der DTM zusammen mit Priaulx bei Racing Bart Mampaey. Beim zweiten Rennen auf dem EuroSpeedway Lausitz erzielte Farfus mit einem dritten Platz seine erste Podest-Platzierung in der DTM. Nachdem Farfus bei weiteren Rennen Punkte erzielt hatte, gewann er in Valencia sein erstes DTM-Rennen. Insgesamt erzielte Farfus in der Saison drei Podest-Platzierungen und zwei Pole-Positions. Er schloss seine Debütsaison als bester Neuling auf dem siebten Gesamtrang ab.
2013 blieb Farfus in der DTM bei Racing Bart Mampaey und er erhielt mit Joey Hand einen neuen Teamkollegen. Beim Saisonauftakt in Hockenheim gewann er und übernahm damit die Führung in der Fahrerwertung. Diese verlor er nach dem zweiten Rennen, bei dem er nicht ins Ziel kam, wieder. In Oschersleben folgte sein zweiter Saisonsieg. Beim darauf folgenden Rennen in Zandvoort gewann Farfus erneut. Damit sicherte er sich vorzeitig den zweiten Platz in der Fahrerwertung hinter Mike Rockenfeller, der bei diesem Rennen die Gesamtwertung gewann. Damit wurde Farfus bester BMW-Fahrer.
In der Saison 2014 absolvierte Farfus – erneut an der Seite von Hand – seine dritte DTM-Saison für RBM. Mit einem zweiten Platz erreicht er eine Podest-Platzierung und beendete die Saison auf dem 13. Gesamtrang. Darüber hinaus trat er zu je einem Rennen der Super GT, der United SportsCar Championship (USCC) und der Blancpain Endurance Series an und führte einen Gaststart in der Stock Car Brasil durch.
2015 wählte Farfus für seine vierte DTM-Saison die 18 als Startnummer und blieb bei RBM. Sein neuer Teamkollege wurde Tom Blomqvist. Mit zwei zweiten Plätzen als beste Resultate wurde er Zwölfter in der Fahrerwertung. Außerdem bestritt er für Rahal Letterman Lanigan Racing drei Rennen der USCC und er startete erneut zu einem Rennen der Blancpain Endurance Series.

#### Team MTEK (2016)

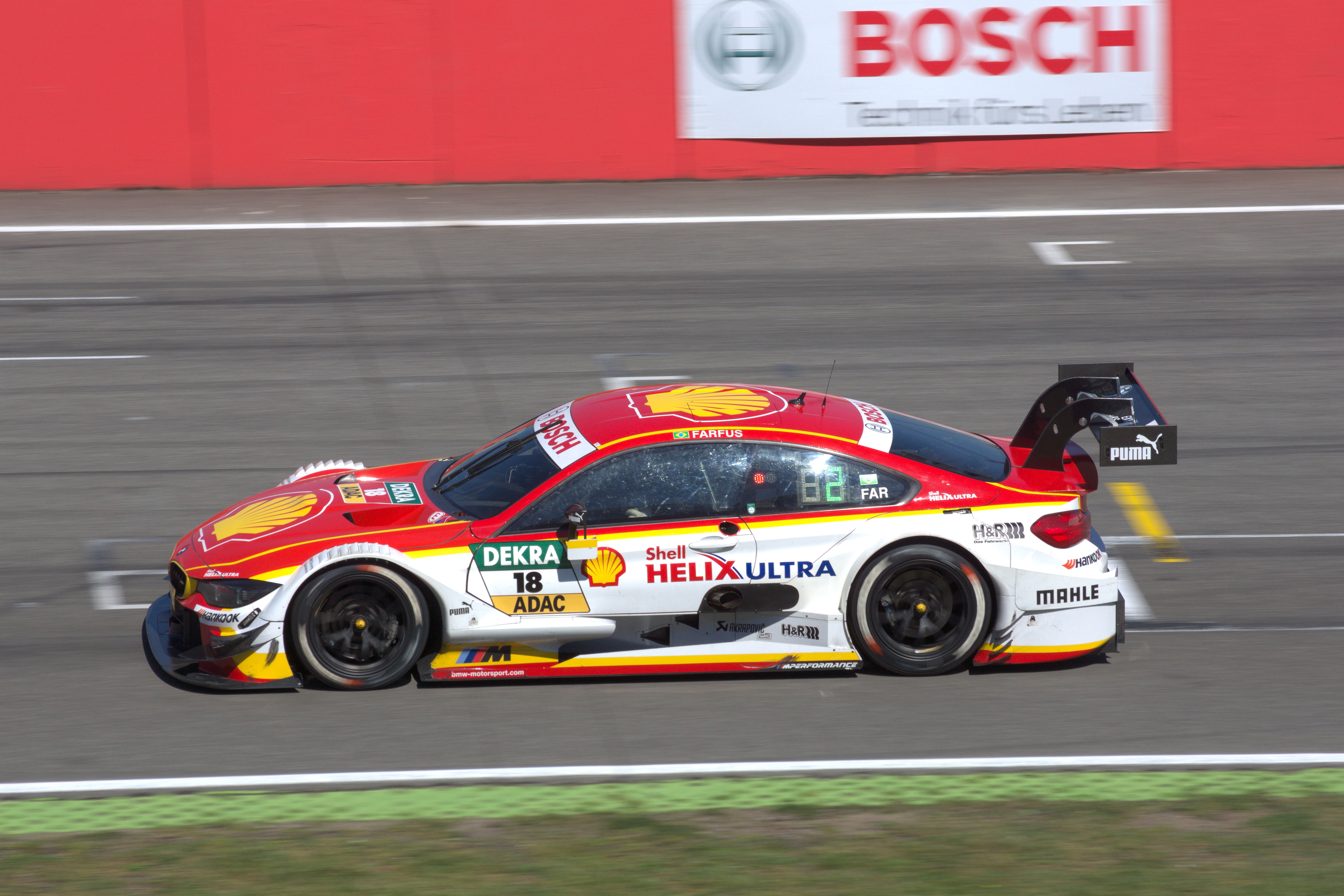
Augusto Farfus beim Saisonauftakt in Hockenheim (2016)

2016 wechselte Farfus innerhalb der BMW-DTM-Teams zum Team MTEK und wurde Teamkollege von Bruno Spengler. Beim Saisonauftakt in Hockenheim erzielte er als Zweiter seine einzige Podiumsplatzierung der Saison. Mit 44 Punkten belegte er den 16. Rang in der Gesamtwertung.

#### Reinhold Motorsport (2017–2018)
Nachdem sich MTEK im Zuge der Verringerung der Fahrzeuge pro Hersteller von acht auf sechs aus der DTM verabschiedet hatte, wechselte Farfus zur Saison 2017 zu Reinhold Motorsport, wo er Teamkollege von Timo Glock und Marco Wittmann wurde. Erstmals gelang ihm in einer kompletten DTM-Saison kein Podestplatz, sein größter Erfolg war eine Pole-Position in Zandvoort, und so beendete Farfus die Saison als drittschlechtester Pilot erneut auf Rang 16 des Fahrerklassements.
2018 blieben Glock, Wittmann und Farfus bei Reinhold. Beim Samstagsrennen in Brands Hatch konnte er als Zweitplatzierter erstmals seit Anfang 2016 wieder auf das Podium fahren. In der Fahrerwertung belegte er mit 56 Punkten zum dritten Mal in Folge Platz 16. Darüber hinaus ging Farfus 2018 für das Team MTEK gemeinsam mit António Félix da Costa und Alexander Sims beim 24-Stunden-Rennen von Le Mans an den Start, das Fahrzeug fiel jedoch nach 223 gefahrenen Runden wegen eines technischen Defekts aus.

### FIA-Langstrecken-Weltmeisterschaft und GT-Sport (ab 2019)
Nach sieben Jahren in der DTM wechselt Farfus 2019 für BMW in die FIA-Langstrecken-Weltmeisterschaft und soll verstärkt im GT-Sport eingesetzt werden.

## Persönliches
Farfus ist verheiratet und Vater einer Tochter.

## Statistik

### Karrierestationen
| - 1991: Minibike - 1992–1999: Kartsport - 2000: Italienische Formel Renault (Platz 10) - 2000: Formel Renault 2000 Eurocup (Platz 21) - 2001: Formel Renault 2000 Eurocup (Meister) - 2001: Italienische Formel Renault (Platz 9) - 2002: Euro Formel 3000 (Platz 9) - 2003: Euro Formel 3000 (Meister) - 2004: ETCC (Platz 6) - 2005: WTCC (Platz 4) | - 2006: WTCC (Platz 3) - 2007: WTCC (Platz 4) - 2008: WTCC (Platz 6) - 2009: WTCC (Platz 3) - 2010: WTCC (Platz 7) - 2010: Le Mans Series, LMGT2 (Platz 18) - 2011: ALMS, GT (Platz 11) - 2011: Le Mans Series, LM GTE Pro - 2011: V8 Supercar - 2012: DTM (Platz 7) - 2013: DTM (Platz 2) | - 2014: DTM (Platz 13) - 2014: Super GT, GT300 (Platz 20) - 2014: Blancpain Endurance Series, Pro - 2014: USCC, GTD (Platz 130) - 2015: DTM (Platz 12) - 2015: Blancpain Endurance Series, Pro (Platz 18) - 2015: USCC, GTLM (Platz 15) - 2016: DTM (Platz 16) - 2017: DTM (Platz 16) - 2018: DTM (Platz 16) |

### Le-Mans-Ergebnisse
| Jahr | Team                | Fahrzeug                 | Teamkollege            | Teamkollege    | Platzierung | Ausfallgrund |
| ---- | ------------------- | ------------------------ | ---------------------- | -------------- | ----------- | ------------ |
| 2010 | BMW Motorsport      | BMW M3 GT2               | Jörg Müller            | Uwe Alzen      | Rang 19     |              |
| 2011 | BMW Motorsport      | BMW M3 GT2               | Jörg Müller            | Dirk Werner    | Ausfall     | Vibrationen  |
| 2018 | BMW Team MTEK       | BMW M8 GTE               | António Félix da Costa | Alexander Sims | Ausfall     | Unfall       |
| 2019 | BMW Team MTEK       | BMW M8 GTE               | António Félix da Costa | Jesse Krohn    | Rang 30     |              |
| 2020 | Aston Martin Racing | Aston Martin Vantage GTE | Paul Dalla Lana        | Ross Gunn      | Rang 33     |              |
| 2024 | Team WRT            | BMW M4 GT3               | Sean Gelael            | Darren Leung   | Rang 28     |              |
| 2025 | The Bend Team WRT   | BMW M4 GT3 Evo           | ---- Timur Boguslawski | Yasser Shahin  | Ausfall     | Unfall       |

### Sebring-Ergebnisse
| Jahr | Team           | Fahrzeug        | Teamkollege   | Teamkollege         | Platzierung | Ausfallgrund |
| ---- | -------------- | --------------- | ------------- | ------------------- | ----------- | ------------ |
| 2011 | BMW Motorsport | BMW M3 E92 GT   | Bill Auberlen | Dirk Werner         | Rang 12     |              |
| 2015 | BMW Team RLL   | BMW Z4 GTE      | Bill Auberlen | Dirk Werner         | Rang 22     |              |
| 2020 | BMW Team RLL   | BMW M8 GTE      | John Edwards  | Jesse Krohn         | Rang 14     |              |
| 2021 | BMW Team RLL   | BMW M8 GTE      | John Edwards  | Jesse Krohn         | Rang 10     |              |
| 2022 | BMW Team RLL   | BMW M4 GT3      | John Edwards  | Connor De Phillippi | Rang 43     |              |
| 2023 | BMW M Team RLL | BMW M Hybrid V8 | Philipp Eng   | Marco Wittmann      | Ausfall     | Motorschaden |
| 2024 | BMW M Team RLL | BMW M Hybrid V8 | Philipp Eng   | Jesse Krohn         | Rang 6      |              |

### Einzelergebnisse in der FIA-Langstrecken-Weltmeisterschaft
| Saison  | Team                | Rennwagen                | 1   | 2   | 3   | 4   | 5   | 6   | 7   | 8   |
| ------- | ------------------- | ------------------------ | --- | --- | --- | --- | --- | --- | --- | --- |
| 2018/19 | BMW Team MTEK       | BMW M8 GTE               | SPA | LEM | SIL | FUJ | SHA | SEB | SPA | LEM |
| 2018/19 | BMW Team MTEK       | BMW M8 GTE               |     | DNF | DNF |     |     | 16  | 18  | 30  |
| 2019/20 | Aston Martin Racing | Aston Martin Vantage GTE | SIL | FUJ | SHA | BAH | AUS | SPA | LEM | BAH |
| 2019/20 | Aston Martin Racing | Aston Martin Vantage GTE |     |     |     |     |     | 25  | 33  |     |
| 2021    | Aston Martin Racing | Aston Martin Vantage AMR | SPA | POR | MON | LEM | BAH | BAH |     |     |
| 2021    | Aston Martin Racing | Aston Martin Vantage AMR | 25  | 21  | 20  |     | 20  | 29  |     |     |
| 2024    | Team WRT            | BMW M4 GT3               | KAT | IMO | SPA | LEM | SAO | AUS | FUJ | BAH |
| 2024    | Team WRT            | BMW M4 GT3               | 21  | 18  | DNF | 28  | 28  | 20  | 22  | 27  |
| 2025    | BMW WRT             | BMW M4 GT3               | KAT | IMO | SPA | LEM | SAO | AUS | FUJ | BAH |
| 2025    | BMW WRT             | BMW M4 GT3               | 20  | 30  | DNF | DNF | 29  |     |     |     |

### Statistik in der DTM
Diese Statistik umfasst alle Teilnahmen des Fahrers an der DTM.

#### Gesamtübersicht
| Saison | Team          | Hersteller | Fahrzeug   | Rennen | Siege | Zweiter | Dritter | Poles | schn. Rennrunden | Punkte | Pos. |
| ------ | ------------- | ---------- | ---------- | ------ | ----- | ------- | ------- | ----- | ---------------- | ------ | ---- |
| 2012   | BMW Team RBM  | BMW        | BMW M3 DTM | 10     | 1     | –       | 2       | 2     | –                | 69     | 7.   |
| 2013   | BMW Team RBM  | BMW        | BMW M3 DTM | 10     | 3     | 1       | 1       | 1     | 1                | 116    | 2.   |
| 2014   | BMW Team RBM  | BMW        | BMW M4 DTM | 10     | –     | 1       | –       | –     | –                | 39     | 13.  |
| 2015   | BMW Team RBM  | BMW        | BMW M4 DTM | 18     | –     | 2       | –       | 2     | –                | 77     | 12.  |
| 2016   | BMW Team MTEK | BMW        | BMW M4 DTM | 18     | –     | 1       | –       | –     | –                | 44     | 16.  |
| 2017   | BMW Team RMG  | BMW        | BMW M4 DTM | 18     | –     | –       | –       | 1     | –                | 35     | 16.  |
| 2018   | BMW Team RMG  | BMW        | BMW M4 DTM | 20     | –     | –       | 1       | –     | 1                | 56     | 16.  |
| Gesamt | Gesamt        | Gesamt     | Gesamt     | 104    | 4     | 5       | 4       | 6     | 2                | 436    |      |

#### Einzelergebnisse
| Saison | 1   | 2   | 3   | 4   | 5   | 6   | 7   | 8   | 9   | 10  | 11  | 12  | 13  | 14  | 15  | 16  | 17  | 18  | 19  | 20  |
| ------ | --- | --- | --- | --- | --- | --- | --- | --- | --- | --- | --- | --- | --- | --- | --- | --- | --- | --- | --- | --- |
| 2012   | HO1 | LAU | BRH | SPI | NOR | NÜR | ZAN | OSC | VAL | HO2 |     |     |     |     |     |     |     |     |     |     |
| 2012   | 15  | 3   | 11  | 10  | DNF | 10  | 9   | 5   | 1   | 3   |     |     |     |     |     |     |     |     |     |     |
| 2013   | HO1 | BRH | SPI | LAU | NOR | MOS | NÜR | OSC | ZAN | HO2 |     |     |     |     |     |     |     |     |     |     |
| 2013   | 1   | DNF | 6   | 12  | 16  | 3   | 2   | 1   | 1   | 11  |     |     |     |     |     |     |     |     |     |     |
| 2014   | HO1 | OSC | HUN | NOR | MOS | SPI | NÜR | LAU | ZAN | HO2 |     |     |     |     |     |     |     |     |     |     |
| 2014   | 8   | 5   | 21* | 14  | 10  | 2   | DNF | 7   | DNF | 16  |     |     |     |     |     |     |     |     |     |     |
| 2015   | HO1 | HO1 | LAU | LAU | NOR | NOR | ZAN | ZAN | SPI | SPI | MOS | MOS | OSC | OSC | NÜR | NÜR | HO2 | HO2 |     |     |
| 2015   | 10  | 21  | DNF | DNF | 8   | DNF | 4   | 2   | 6   | 18  | 15  | 11  | 4   | 2   | 18  | 8   | DNF | 15  |     |     |
| 2016   | HO1 | HO1 | SPI | SPI | LAU | LAU | NOR | NOR | ZAN | ZAN | MOS | MOS | NÜR | NÜR | HUN | HUN | HO2 | HO2 |     |     |
| 2016   | 14  | 2   | 9   | 4   | 21  | DNF | 11  | DNF | DNF | 13  | 14  | 4   | 22  | 21  | 20  | DNF | 11  | DNF |     |     |
| 2017   | HO1 | HO1 | LAU | LAU | HUN | HUN | NOR | NOR | MOS | MOS | ZAN | ZAN | NÜR | NÜR | SPI | SPI | HO2 | HO2 |     |     |
| 2017   | 13  | DNF | 12  | 14  | 11  | 12  | DNF | 7   | 17  | 11  | 62  | 81  | 8   | 9   | DNF | 12  | 17  | 7   |     |     |
| 2018   | HO1 | HO1 | LAU | LAU | HUN | HUN | NOR | NOR | ZAN | ZAN | BRH | BRH | MIS | MIS | NÜR | NÜR | SPI | SPI | HO2 | HO2 |
| 2018   | 15  | 10  | 10  | 16  | 15  | 7   | 14  | 17  | 8   | 5   | 2   | DNF | 11  | DNF | 9   | 7   | 9   | DNF | DNF | 7   |

| \| Farbe \| Bedeutung \| \| ------------- \| --------------------------------------- \| \| Gold \| Sieger \| \| Silber \| 2. Platz \| \| Bronze \| 3. Platz \| \| Grün \| Platzierung in den Punkten \| \| Blau \| Klassifiziert außerhalb der Punkteränge \| \| Violett \| Rennen nicht beendet (DNF) \| \| Violett \| nicht klassifiziert (NC) \| \| Rot \| nicht qualifiziert (DNQ) \| \| Schwarz \| disqualifiziert (DSQ) \| \| Weiß \| nicht am Start (DNS) \| \| Weiß \| zurückgezogen (WD) \| \| Weiß \| Rennen abgesagt (C) \| \| ohne Farbe \| nicht am Training teilgenommen (DNP) \| \| ohne Farbe \| verletzt oder krank (INJ) \| \| ohne Farbe \| ausgeschlossen (EX) \| \| ohne Farbe \| nicht erschienen (DNA) \| \| fett \| Pole-Position \| \| kursiv \| Schnellste Rennrunde \| \| unterstrichen \| WM-Führung \| \| hochgestellt \| Platzierung im Sprintrennen \| | - Fett – Pole-Position - Kursiv – Schnellste Rennrunde - Unterstrichen – Gesamtführender - * – nicht im Ziel, aufgrund der zurückgelegten Distanz, aber gewertet - 1 – 3 Punkte für schnellste Qualifikationsrunde - 2 – 2 Punkte für zweitschnellste Qualifikationsrunde - 3 – 1 Punkt für drittschnellste Qualifikationsrunde |
| Farbe | Bedeutung |
| Gold | Sieger |
| Silber | 2. Platz |
| Bronze | 3. Platz |
| Grün | Platzierung in den Punkten |
| Blau | Klassifiziert außerhalb der Punkteränge |
| Violett | Rennen nicht beendet (DNF) |
| Violett | nicht klassifiziert (NC) |
| Rot | nicht qualifiziert (DNQ) |
| Schwarz | disqualifiziert (DSQ) |
| Weiß | nicht am Start (DNS) |
| Weiß | zurückgezogen (WD) |
| Weiß | Rennen abgesagt (C) |
| ohne Farbe | nicht am Training teilgenommen (DNP) |
| ohne Farbe | verletzt oder krank (INJ) |
| ohne Farbe | ausgeschlossen (EX) |
| ohne Farbe | nicht erschienen (DNA) |
| fett | Pole-Position |
| kursiv | Schnellste Rennrunde |
| unterstrichen | WM-Führung |
| hochgestellt | Platzierung im Sprintrennen |